# Ronnie Smith
Ronnie Eugene Smith (Galveston, 21 aprile 1962 – 17 dicembre 2011) è stato un cestista statunitense naturalizzato francese, professionista in Sudamerica e in Europa.
È scomparso nel 2011 all'età di 49 anni a seguito di un incidente stradale.

## Carriera
Con la Francia ha disputato i Campionati europei del 1999.

## Palmarès
- Campionato francese: 2

Pau-Orthez: 1997-98, 1998-99
- Coppa di Francia: 2

ASVEL: 1996, 1997